# تام برومیلو
تام برومیلو (به انگلیسی: Tom Bromilow) زادهٔ ۷ اکتبر ۱۸۹۴ بازیکن فوتبال اهل انگلستان که سابقهٔ بازی در تیم ملی فوتبال انگلستان را در کارنامهٔ خود داشت. وی در تاریخ ۱۴ مارس ۱۹۲۱ نخستین بازی ملی خود را در مقابل تیم ملی فوتبال ولز انجام داد و با حضور در ۵ بازی ملی، در تاریخ ۲۴ اکتبر ۱۹۲۵ واپسین بازی ملی‌اش را در برابر تیم ملی فوتبال ایرلند شمالی برگزار کرد.